# ژیلت (ویسکانسین)
ژیلت، ویسکانسین  (به انگلیسی: Gillett) شهری در شهرستان اوکانتو ایالت ویسکانسین است که در سال ۱۹۴۴ بنیان‌گذاری شده‌است. این شهر طبق سرشماری سال ۲۰۱۰ میلادی ۱٬۳۸۶ نفر جمعیت داشته‌است.

## نگارخانه

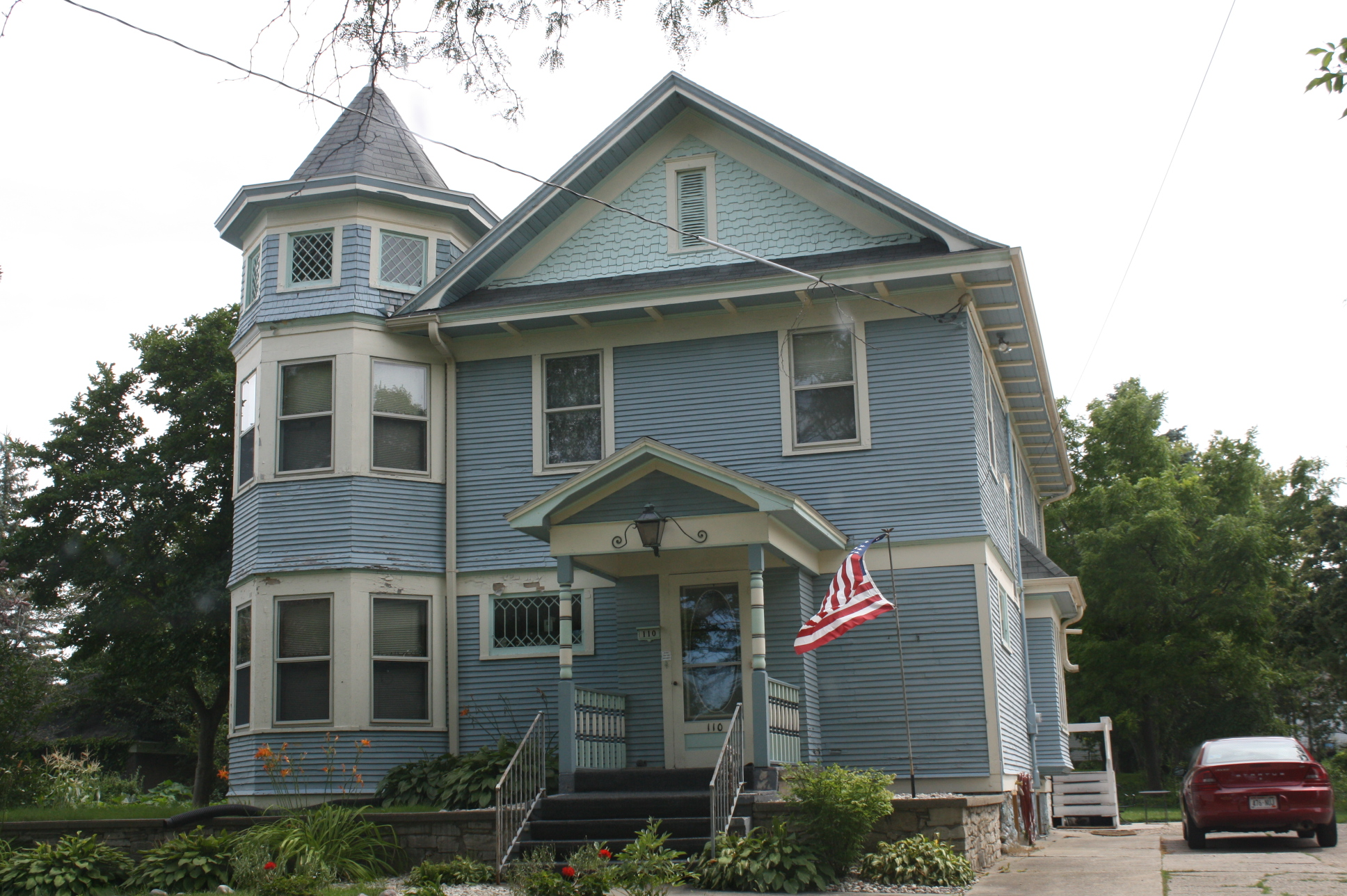
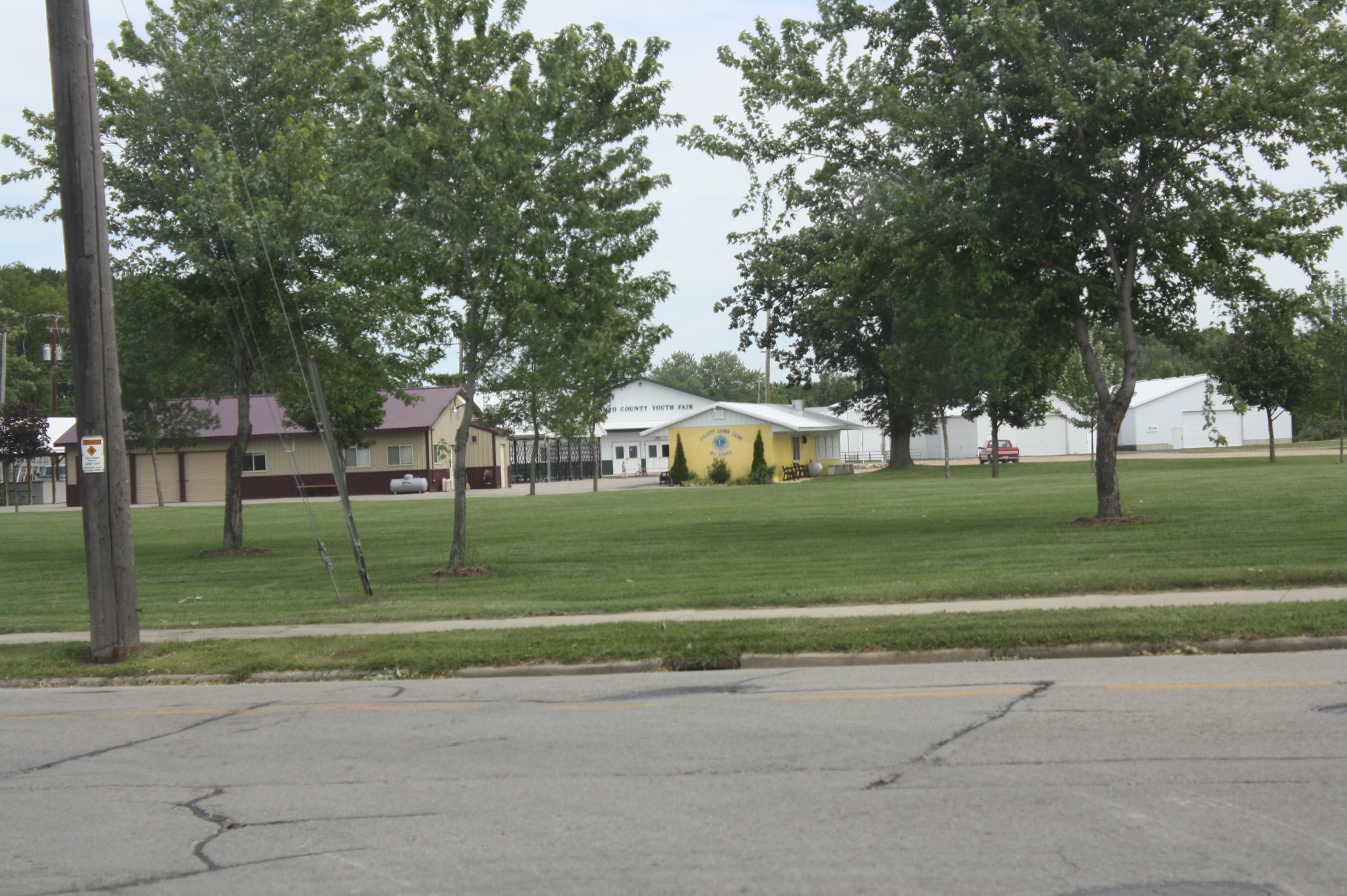